# Action démocratique (Venezuela)
Pour les articles homonymes, voir Action démocratique.
Action démocratique (Acción Democrática en espagnol, abrégé AD) est un parti politique vénézuélien social-démocrate. Il a été créé le 13 septembre 1941 par, entre autres, Rómulo Gallegos, Rómulo Betancourt et Andrés Eloy Blanco. Il est membre de l'Internationale socialiste et de la COPPPAL.
Dans le cadre du système politique bipartite de la République du Venezuela, il alterne au pouvoir avec le COPEI. Jusqu'en 2000, le parti arrive en tête en nombre de sièges à tous les scrutins auquel il participe. À ses origines, l'AD était un parti de la gauche socialiste soutenant le nationalisme, le progressisme et l'anti-impérialisme. Depuis les années 1980, le parti a adopté une idéologie sociale-démocrate centriste plus conservatrice.
Le parti est dirigé par Henry Ramos Allup à partir de 2000. En 2020, le Tribunal suprême de justice nomme José Bernabé Gutiérrez à la tête du parti, ce qui est contesté par l'aile majoritaire du parti.

## Histoire
Le parti joua un rôle important aux premières heures de la démocratie au Venezuela. Ses dirigeants et militants s'associent à des groupes militaires clandestins du major Marcos Pérez Jiménez pour renverser le président Isaías Medina Angarita. Ultérieurement, le parti a contribué à faire tomber la dictature de Marcos Pérez Jiménez en janvier 1958. Cinq présidents vénézuéliens étaient issus de Action démocratique entre 1960 et 1990. Vers la fin des années 1990, le parti perdit en crédibilité, notamment à la suite de la corruption et de la pauvreté qui ont régné durant la période où le parti était au pouvoir.
Lors des élections législatives du 30 juillet 2000, l'AD a remporté 29 des 165 sièges de l'Assemblée nationale. 
Le parti prend part au coup d'État de 2002 au Venezuela.
Lors des élections de décembre 2005, le parti a boycotté les élections, si bien qu'il a perdu toute représentation à l'Assemblée nationale.
Dans le monde du travail, la Confédération des travailleurs du Venezuela (CTV), confédération de syndicats, est réputée proche de l'Action démocratique.
Le 10 décembre 2015, lors des élections législatives vénézuéliennes de 2015, l'opposition de la MUD remporte le scrutin, et le parti obtient 26 sièges sur 167.
Le 15 octobre 2017, le parti remporte 4 États sur 23 lors des élections régionales vénézuéliennes de 2017, devenant la première force d'opposition au GPP, qui a remporté 18 sur 23. Le 23 octobre, ceux-ci, 
Antonio Barreto Sira, Ramón Guevara, Alfredo Diaz et Laidy Gómez, prêtent serment devant la l'Assemblée nationale constituante, malgré la consigne de la MUD. Henry Ramos Allup, chef d'AD, annonce que ces gouverneurs s'étaient « exclus d'eux-mêmes » sans toutefois décider de les exclure du parti. Laidy Gomez, élue gouverneure de Tachira estime que « Dans nos Etats, il y a beaucoup de familles dans la misère. Nous assumons le coût politique pour défendre le vote de nos électeurs ».
Plusieurs partis associés à la MUD, dont Action démocratique, boycottent les élections municipales vénézuéliennes de 2017.
Le 16 juin 2020, le Tribunal suprême de justice décide de remplacer Isabel Carmona de Serra et Henry Ramos Allup, par José Bernabé Gutiérrez. Le 15 décembre 2022, le TSJ confirme cette décision après la tenue d'élections internes.
Le député Luis Eduardo Martínez annonce sa candidature à l'élection présidentielle vénézuélienne de 2024 en octobre 2023 et bénéficie du soutien de José Bernabé Gutiérrez qui a retiré sa candidature.  L'aile majoritaire soutient la candidature d'Edmundo González Urrutia. Les résultats du scrutin, remporté selon les résultats officiels par le président Maduro, sont contestés par la coalition d'opposition de la Plateforme unitaire. Ces fraudes du camp présidentiel ont provoqué des manifestations de 2024 au Venezuela, réprimées par le pouvoir.

## Présidents du Venezuela issus de l'Action démocratique
- Rómulo Betancourt, 1945-1948, puis 1959-1964.
- Rómulo Gallegos, 1948.
- Raúl Leoni, 1964-1969.
- Carlos Andrés Pérez, 1974-1979, puis 1989-1993.
- Jaime Lusinchi, 1984-1989.
- Octavio Lepage Barreto? 1993.
- Ramón José Velásquez, 1993-1994.

## Résultats électoraux

### Élections législatives
| Année | Voix              | %                 | Rang              | Sièges    |
| ----- | ----------------- | ----------------- | ----------------- | --------- |
| 1946  | 1 099 601         | 78,43             | 1er               | 137 / 160 |
| 1947  | 838 526           | 70,84             | 1er               | 83 / 110  |
| 1958  | 1 275 973         | 49,45             | 1er               | 73 / 132  |
| 1963  | 936 124           | 32,7              | 1er               | 66 / 179  |
| 1968  | 939 759           | 25,6              | 1er               | 66 / 214  |
| 1973  | 1 955 439         | 44,4              | 1er               | 104 / 200 |
| 1978  | 2 096 512         | 39,7              | 2e                | 88 / 199  |
| 1983  | 3 284 166         | 49,9              | 1er               | 113 / 200 |
| 1988  | 3 123 790         | 43,3              | 1er               | 97 / 201  |
| 1993  | 1 099 728         | 23,3              | 1er               | 55 / 203  |
| 1998  | 1 195 751         | 24,1              | 1er               | 62 / 207  |
| 2000  | 718 148           | 16,11             | 2e                | 33 / 165  |
| 2005  | 8 000             | 0,2               | 25e               | 0 / 167   |
| 2010  | 1 321 830         | 8,00              | 3e                | 14 / 165  |
| 2015  | Au sein de la MUD | Au sein de la MUD | Au sein de la MUD | 25 / 167  |
| 2020  | 433 334           | 6,92              | 2e                | 14 / 277  |

### Élections sénatoriales
| Année | Voix      | %     | Rang | Sièges  |
| ----- | --------- | ----- | ---- | ------- |
| 1947  | 838 526   | 70,84 | 1er  | 38 / 46 |
| 1958  | 1 275 973 | 49,45 | 1er  | 32 / 51 |
| 1963  | 936 124   | 32,7  | 1er  | 22 / 47 |
| 1968  | 939 759   | 25,6  | 1er  | 19 / 52 |
| 1973  | 1 955 439 | 44,4  | 1er  | 28 / 47 |
| 1978  | 2 096 512 | 39,7  | 2e   | 21 / 44 |
| 1983  | 3 284 166 | 49,9  | 1er  | 28 / 44 |
| 1988  | 3 123 790 | 43,3  | 1er  | 22 / 46 |
| 1993  | 1 165 322 | 24,10 | 1er  | 16 / 50 |
| 1998  | 1 246 567 | 24,1  | 1er  | 21 / 54 |